# كليشاد
كليشاد هي قرية في مقاطعة أصفهان، إيران. يقدر عدد سكانها بـ 343 نسمة بحسب إحصاء 2016.